# Physopella clemensiae
Physopella clemensiae är en svampart som först beskrevs av Arthur & Cummins, och fick sitt nu gällande namn av Cummins & Ramachar 1959. Physopella clemensiae ingår i släktet Physopella och familjen Phakopsoraceae.   Inga underarter finns listade i Catalogue of Life.